# Rusko (powiat średzki)
Rusko (niem. Rauße) – wieś (dawne miasto) w Polsce położona w województwie dolnośląskim, w powiecie średzkim, w gminie Malczyce.
Przez miejscowość przebiega droga krajowa DK94.

## Podział administracyjny
W latach 1975–1998 miejscowość należała administracyjnie do województwa wrocławskiego.

## Nazwa
Historyczne nazwy miejscowości:
- 1201 - Rus
- 1403 - Villa Rawsaw
- 1405 - Raws
- 1811 - Rause
- 1937 - Rausse (Rauße)
- 1946 - Rusko

Nazwa pochodzi od staropolskiego rus, co oznacza rudy.